# Port lotniczy Singapur-Tengah
Port lotniczy Singapur-Tengah – trzeci co do wielkości port lotniczy Singapuru. Używany jest obecnie do celów wojskowych.